# Матаре Юнайтед
«Матаре Юнайтед» (англ. Mathare United) — кенийский футбольный клуб из Найроби. Выступает в Премьер-лиге Кении. Основан в 1987 году. Домашние матчи проводит на арене «Международный спортивный центр Мои», вмещающей 60 000 зрителей.

## История
Клуб «Матаре Юнайтед» был создан в августе 1987 года, уроженцем Канады Бобом Манро. Манро из благотворительных побуждений создал футбольную секцию, вложив в её создание личные $500, с тех пор он является бессменным президентом клуба. Со временем детская секция превратилась в профессиональный клуб выступающий в Премьер-лиге Кении. В 2008 году клуб добился главного успеха в своей истории став чемпионом Кении, так же в своём активе клуб имеет две победы в Кубках Кении. «Матаре Юнайтед» неоднократно участвовал в различных афрокубках, но лишь раз ему удалось пробиться далее второго раунда, в розыгрыше Кубка обладателей кубков КАФ в 1999 году.

## Достижения
- Чемпион Кении (1): 2008.
- Обладатель Кубка Кении (2): 1998, 2000.

## Участие в афрокубках
- Лига чемпионов КАФ: 1 раз

2009 - Предварительный раунд
- Кубок КАФ: 1 раз

2002 - Первый раунд
- Кубок обладателей кубков КАФ: 2 раза

1999 - Второй раунд
2001 - Первый раунд